# Гедонізм
Гедонізм (від грец. ἡδονή — задоволення) — напрям в етиці, згідно з яким ціннісним критерієм моралі визнається задоволення (насолода) або уникнення страждань. Поняття гедонізму (у визначенні Епікура) використовується для опису матеріально орієнтованого, корисливого погляду на життя.

## Філософія Гедонізму
Основоположником гедонізму вважається Арістіпп (435—355 до н. е.), сучасник Сократа. Арістіпп розрізняє два стани душі людини: задоволення як м'яке, ніжне і біль як грубий, поривчастий рух душі. При цьому не робиться відмінності між видами задоволення, кожне з яких у своїй суті якісно схоже на інше. Шлях до щастя на думку Арістіппа лежить в досягненні максимального задоволення та уникненні болю. Сенс життя за Арістіппом полягає саме у фізичному задоволенні.
Утилітарист Джеремі Бентам називає такий підхід обачністю гедонії. Генрі Сіджвік (Henry Sidgwick) у своєму описі утилітаризму XIX сторіччя розрізняє між етичним і психологічним гедонізмом. Психологічний гедонізм є антропологічною гіпотезою про прагнення людини збільшити власні радощі. Таким чином перспектива задоволення або уникнення розчарування є єдиним мотивом вчинків людини. Етичний гедонізм є своєю чергою нормативною теорією або групою теорій про те, що людина повинна прагнути до задоволення — або власного (егоїзм гедонії) або загального (універсальний гедонізм або утилітаризм). На відміну від Сіджвіка, прихильника універсального гедонізму, Бентам писав:
| Природа поставила людину під владу двох суверенних владик: страждання і радощі. Вони вказують, що нам робити зараз і вони визначають, що нам робити завтра. Як мірило правди і брехні, так і ланцюжки причин і наслідків лежать біля їхнього престолу. |

## Історія

### Античність

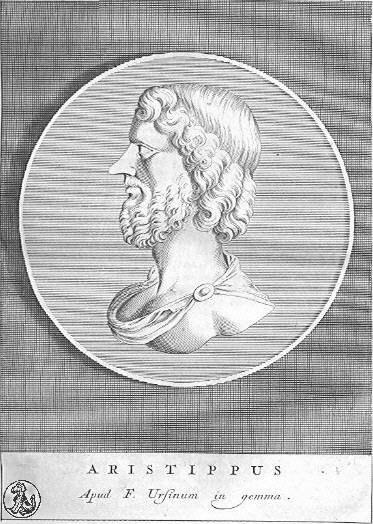
Арістіпп Кіренський часто вважається першим прихильником філософського гедонізму.

Гедонізм — одна з найдавніших філософських теорій, і деякі дослідники простежують її витоки до Епосу про Гільгамеша, написаного приблизно у 2100–2000 роках до н.е. Ця тема була центральною в стародавньогрецькій думці, де Арістіпп Кіренський (435–356 до н.е.) зазвичай вважається її першим філософським прихильником. Як учень Сократа (прибл. 469–399 до н.е.), він сформулював гедоністичний егоїзм, стверджуючи, що особиста насолода є найвищим благом. Він та школа кіренаїків, яку він надихнув, зосереджувалися на задоволенні негайних чуттєвих насолод, мало турбуючись про довгострокові наслідки. Платон (прибл. 428–347 до н.е.) критикував цю позицію і пропонував більш збалансоване прагнення до насолоди, яке узгоджується з чеснотою та раціональністю. Подібний підхід мав Арістотель (384–322 до н.е.), який пов’язував насолоду з евдемонією або реалізацією природних людських здібностей, таких як розум.
Епікур (341–271 до н.е.) розробив більш витончену форму гедонізму, що контрастує з потуранням негайним задоволенням, яке пропонували кіренаїки. Він стверджував, що надмірні бажання призводять до тривоги та страждань, пропонуючи натомість практикувати помірність, культивувати спокійний стан розуму та уникати болю. Слідом за Антісфеном (прибл. 446—366 до н.е.), кініки застерігали проти прагнення насолоди, вважаючи її перешкодою свободі. Стоїки також відкидали гедоністичний спосіб життя, зосереджуючись на чесноті та цілісності замість пошуку насолоди та уникнення болю. Лукрецій (прибл. 99–55 до н.е.) розвинув епікурейство, підкреслюючи важливість подолання перешкод для особистого щастя, таких як страх смерті.
У Стародавній Індії школа Чарвака розвинула гедоністичний егоїзм, починаючи з 6–5 століть до н.е. Їхня віра у неіснування Бога чи потойбічного життя спонукала їх закликати насолоджуватися життям у теперішньому моменті на повну. Багато інших індійських традицій відкидали цю точку зору і рекомендували більш аскетичний спосіб життя, що було характерно для індуїстських, буддійських та джайнських шкіл думки. У Стародавньому Китаї Ян Чжу (прибл. 440–360 до н.е.) стверджував, що людська природа полягає у слідуванні власним інтересам і задоволенні особистих бажань. Його гедоністичний егоїзм надихнув подальшу школу Янгізму.

### Середньовіччя
Філософія гедонізму привертала менше уваги в середньовічній філософії. Ранньохристиянський філософ Августин Гіппонський (354–430 н.е.) критикував гедонізм, притаманний стародавньогрецькій філософії, застерігаючи про небезпеку земних насолод як перешкоди для духовного життя, присвяченого Богу. Тома Аквінський (1225–1274 н.е.) розробив більш витончену перспективу гедонізму, яку деякі дослідники характеризують як духовний гедонізм. Він стверджував, що люди природно прагнуть щастя, і єдиний спосіб по-справжньому задовольнити це прагнення — через блаженне видіння Бога.
У ісламській філософії проблема насолоди відігравала центральну роль у філософії ар-Разі (прибл. 864—925 або 932 н.е.). Подібно до епікурейства, він рекомендував життя в помірності, уникаючи крайнощів надмірності та аскетизму. І аль-Фарабі (прибл. 878–950 н.е.), і Авіценна (980–1037 н.е.) стверджували, що форма інтелектуального щастя, досяжна лише в потойбічному житті, є найвищим людським благом.

### Новий і сучасний час
На межі раннього нового періоду Лоренцо Валла (прибл. 1406–1457) синтезував епікурейський гедонізм із християнською етикою, припускаючи, що земні насолоди, пов’язані з почуттями, є сходинками до небесних насолод, пов’язаних із християнськими чеснотами. Гедонізм набув популярності під час Епохи Просвітництва. Згідно з психологічним гедонізмом Томаса Гоббса (1588–1679), власний інтерес до приємного є коренем усієї людської мотивації. Джон Лок (1632–1704) стверджував, що насолода і біль є єдиними джерелами добра і зла. Джозеф Батлер (1692–1752) сформулював заперечення проти психологічного гедонізму, стверджуючи, що більшість бажань, як-от бажання їжі чи амбіції, спрямовані не на саму насолоду, а на зовнішні об’єкти. Згідно з Девідом Юмом (1711–1776), насолода і біль є мірою етичної цінності та основними мотиваторами, що живлять пристрасті. Лібертинські романи Маркіза де Сада (1740–1814) зображали екстремальну форму гедонізму, наголошуючи на повному потуранні приємним заняттям без моральних чи сексуальних обмежень.
Джеремі Бентам (1748–1832) розробив впливову форму гедонізму, відому як класичний утилітаризм. Одним із його ключових нововведень було відкидання егоїстичного гедонізму, натомість він закликав людей сприяти найбільшому благу для найбільшої кількості людей. Він увів ідею гедонічного калькулятора для оцінки цінності дії на основі приємних і болісних переживань, які вона викликає, враховуючи такі фактори, як інтенсивність і тривалість. Його учень Джон Стюарт Мілль (1806–1873) побоювався, що кількісний акцент Бентама на інтенсивності та тривалості призведе до надмірного наголосу на простих чуттєвих насолодах. У відповідь він додав якість насолод як додатковий фактор, стверджуючи, що вищі насолоди розуму цінніші за нижчі насолоди тіла. Генрі Сіджвік (1838–1900) удосконалив утилітаризм і роз’яснив багато його ключових відмінностей, таких як контраст між етичним і психологічним гедонізмом та між егоїстичним і неупередженим гедонізмом.
Фрідріх Ніцше (1844–1900) відкидав етичний гедонізм і наголошував на важливості досконалості та самоперевершення, стверджуючи, що страждання необхідне для досягнення величі, а не є чимось, чого слід уникати. Впливовий погляд на природу насолоди розробив Франц Брентано (1838–1917). Він відкинув ідею, що насолода — це відчуття, локалізоване в певній ділянці тіла, пропонуючи натомість, що насолода — це позитивне ставлення, яке люди можуть мати до різних об’єктів позицію, яку згодом також захищав Родерік Чисголм (1916–1999). Зигмунд Фрейд (1856–1939) розробив форму психологічного гедонізму в своїй ранній психоаналітичній теорії. Він стверджував, що принцип насолоди описує, як індивіди прагнуть негайної насолоди, уникаючи болю, тоді як принцип реальності відображає здатність відкладати негайне задоволення, щоб уникнути неприємних довгострокових наслідків.
У 20 столітті гедонізм зазнав різноманітної критики. Дж. Е. Мур (1873–1958) відкинув гедоністичну ідею, що насолода є єдиним джерелом внутрішньої цінності. Згідно з його аксіологічним плюралізмом, існують інші джерела, такі як краса та знання, цю критику також поділяв В. Д. Росс (1877–1971). І Ч. Д. Броуд (1887–1971), і Річард Брандт (1910–1997) вважали, що зловмисні насолоди, як-от насолода від страждань інших, не мають внутрішньої цінності. Роберт Нозік (1938–2002) використав свій мисленнєвий експеримент машини переживань про симульовану насолоду, щоб аргументувати проти традиційного гедонізму, який ігнорує, чи є справжній зв’язок між насолодою та реальністю.
У відповідь на ці та подібні критики Фред Фелдман (1941–) розробив модифіковану форму гедонізму. Спираючись на теорію ставлення до насолоди Франца Брентано, він захищав ідею, що хоча насолода є єдиним джерелом внутрішньої цінності, її цінність має коригуватися залежно від того, чи є вона доречною або заслуженою. Пітер Сінгер (1946–) розширив класичний гедонізм, включивши турботу про добробут тварин. Він виступав за ефективний альтруїзм, спираючись на емпіричні дані та розум, щоб надавати пріоритет діям, які мають найбільший позитивний вплив. Натхненний філософією Альбера Камю (1913–1960), Мішель Онфре (1959–) прагнув відродити епікурейський гедонізм у сучасній формі. Девід Пірс (1959–) розробив трансгуманістичну версію гедонізму, виступаючи за використання сучасних технологій, від генної інженерії до нанотехнології, для зменшення страждань і, можливо, їх повного усунення в майбутньому. Поява позитивної психології на межі 21 століття спричинила зростання інтересу до емпіричного дослідження різних тем гедонізму.

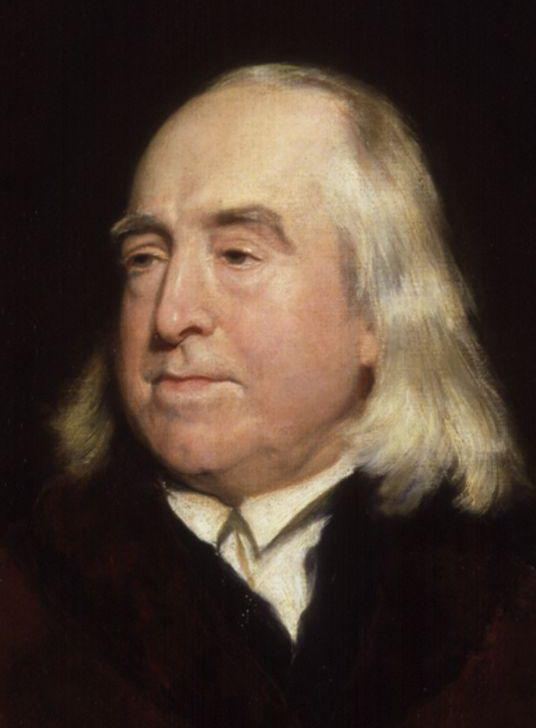
Джеремі Бентам сформулював універсальну форму гедонізму, яка враховує насолоду всіх людей.

## Головний парадокс гедонізму
Для отримання більшої насолоди необхідно себе обмежувати. Цю формулу вивів Епікур.